# Ophiodopelma
Genre
Ophiodopelma est un genre d'insectes psocoptères de la famille des Pseudocaeciliidae.

## Liste d'espèces
Selon  Species File (11 janvier 2021) :
- Ophiodopelma anocellum Li, 2002
- Ophiodopelma fluctosum Li, 1995
- Ophiodopelma glyptocephalum Lienhard, 1985
- Ophiodopelma hieroglyphicum (Enderlein, 1903)
- Ophiodopelma multipunctatum (Hagen, 1859)
- Ophiodopelma ornatipenne Enderlein, 1908
- Ophiodopelma permaculatum Lee & Thornton, 1967
- Ophiodopelma pictipenna Lee & Thornton, 1967
- Ophiodopelma polyspilum Li, 1993
- Ophiodopelma semiceps Lee & Thornton, 1967